# ARPU
L'acronimo ARPU sta per "Average Revenue Per User" (ricavi medi per utente), a volte tradotto anche con "Average Revenue Per Unit" (ricavi medi per unità). Viene usato generalmente tra gli operatori della telefonia - e per estensione, nell'intero ambito delle ICT - per indicare i ricavi medi ottenuti mensilmente per ciascun utente.
L'ARPU è ritenuto un valore molto importante, in particolare, nel campo della telefonia mobile. Questo mercato è stato caratterizzato, nei primi anni, da una forte espansione, basata sull'acquisizione di nuovi clienti. Ma, una volta arrivato a saturazione, gli operatori hanno cominciato a cercare sempre nuove strade per sostenere la crescita, e in particolare quella della massimizzazione dei ricavi sulla base esistente di clienti.
La quota maggioritaria dell'ARPU è stata finora costituita dal traffico voce, l'applicazione per eccellenza della telefonia. Ma tale quota è diminuita costantemente, a causa della concorrenza, e pertanto gli operatori del settore vedono nei dati, la cui importanza rispetto al traffico voce cresce costantemente, la prospettiva per tornare a vedere l'ARPU nuovamente in crescita.
Tra i dati in grado di generare valore per gli operatori sinora ci sono stati principalmente i messaggi SMS, ma si prevede nei prossimi anni una forte espansione dell'utilizzo del telefono cellulare quale mezzo di accesso ai contenuti in rete, sotto forma di testi, immagini e video.